# Marco Régis
Marco Régis de Almeida Lima (Guaxupé, 16 de junho de 1943) é um médico e político brasileiro.
Em 1994 e 1998, foi eleito deputado estadual pelo Partido Popular Socialista (PPS) para a 13ª e 14ª legislaturas da Assembleia Legislativa de Minas Gerais.